# 善光寺七福神
善光寺七福神（ぜんこうじしちふくじん）は、長野県長野市の7ヶ所の寺社等に祀られている七福神の巡礼札所。

## 善光寺七福神の一覧
- かるかや山西光寺（寿老人）
- 南県町大国主神社（大黒天）
- 西後町秋葉神社（福禄寿）
- 往生院（弁才天）

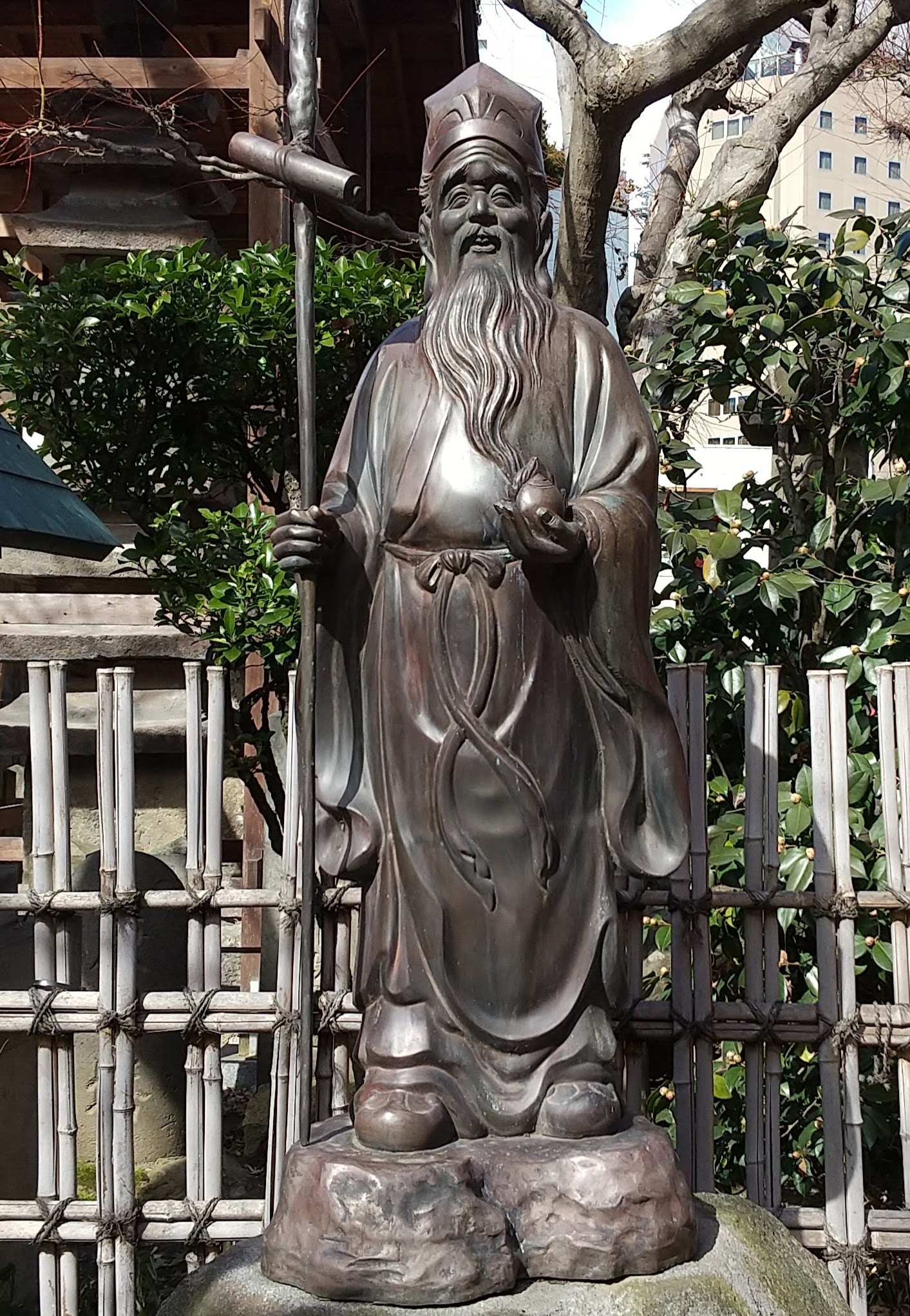
かるかや山西光寺の寿老人

- THE FUJIYA GOHONJIN（藤屋御本陳）（布袋尊）
- 西宮神社（恵比寿）
- 善光寺世尊院釈迦堂（毘沙門天）

## 成り立ち
長野郷土史研究会会長の小林計一郎が郷土史研究に基づき、1993年に制定。
かつて全国から参拝者を迎えた北国街道である中央通りが廃れてしまったことを憂い、多くの参拝者に長野駅から善光寺まで歩いてほしいという願いから作られた。寺社による七福神の会などを立ち上げたが、当初はあまり注目されなかった。
そこで長野郷土史研究会は、2002年に姉妹団体である「歴史の町長野を紡ぐ会」を設立。観光客に向けてガイドを行い、10年にわたって普及に努めた。その結果、「善光寺七福神めぐり」が定着することとなり、現在では長野市ガイド協会も案内を行っている。

## 外部サイト
- 善光寺七福神めぐり - 長野市ガイド協会
- 【モデルコース】善光寺七福神めぐり - 信州観光net